# Atlanta (Missouri)
Atlanta – miasto w Stanach Zjednoczonych, w stanie Missouri.
Liczba mieszkańców w 2000 roku wynosiła 450.